# مگس‌های موز
مگس‌های موز (نام علمی: Pseudopomyzidae) نام یک تیره از راسته مگس است.